# Liga de Campeones de voleibol masculino de 2010-11
La Liga de Campeones de voleibol masculino de 2010-11 fue la 52° edición de la historia de la competición organizada por la CEV entre el 16 de diciembre de 2010 y el 27 de marzo de 2011. La Final Four se disputó en la ciudad de Bolzano en el norte de Italia donde el equipo organizador de la cita, el Trentino Volley ganó su tercera Liga de Campeones en seguida.

## Equipos participantes
En la edición de la Liga de Campeones de 2010-11 participan 24 equipos; 22 de estos son definidos según el coeficiente CEV de las ligas que se determina basándose en los resultados de los clubes durante las anteriores temporadas. Las otras dos plazas son entregadas por medio de wild card por la misma CEV; todavía los equipos de Países Bajos y de la República Checa no participaron al torneo y de esta forma la federación entregó otras dos wild card.
| Pos. | País            | Plazas | Equipos                                    | Wild card       | Tot |
| 1    | Italia          | 3      | Trentino Volley, PV Cuneo y Sisley Treviso |                 | 3   |
| 2    | Rusia           | 2      | VK Zenit Kazán y Belogori'e Bélgorod       | VK Dinamo Moscú | 3   |
| 3    | Grecia          | 2      | Olympiacos SF Pireo y Panathinaikos        |                 | 2   |
| 4    | Polonia         | 2      | Skra Belchatow y Jastrzębski Węgiel        |                 | 2   |
| 5    | Francia         | 2      | Tours Volley-Ball y AS Cannes              |                 | 2   |
| 6    | Bélgica         | 2      | Noliko Maaseik y Knack Roeselare           |                 | 2   |
| 7    | Alemania        | 2      | VfB Friedrichshafen y TSV Unterhaching     |                 | 2   |
| 8    | España          | 1      | CAI Teruel                                 |                 | 1   |
| 9    | Turquía         | 1      | Fenerbahçe Estambul                        |                 | 1   |
| 10   | Austria         | 1      | Hypo Tirol Innsbruck                       |                 | 1   |
| 11   | Países Bajos    | 1      | sin equipo                                 |                 | 0   |
| 12   | Eslovenia       | 1      | ACH Bled                                   |                 | 1   |
| 13   | Serbia          | 1      | Radnicki Kragujevac                        |                 | 1   |
| 14   | República Checa | 1      | sin equipo                                 |                 | 0   |
| 15   | Montenegro      | nc     |                                            | Rivijera Budva  | 1   |
| 16   | Rumania         | nc     |                                            | Remat Zalau     | 1   |
| 20   | Bulgaria        | nc     |                                            | VC CSKA Sofia   | 1   |

## Fase de grupos

### Fórmula
El 25 de junio en Viena los equipos fueron sorteados en seis grupo de cuatro; equipo del mismo país no pueden estar en el mismo grupo.
En la fase de grupos los equipo reciben tres puntos por cada victoria obtenida con el resultado de 3-1 y 3-0 y dos puntos si el triunfo es por 3-2; reciben un punto por cada derrota por 2-3 y ninguno por los partidos perdidos por 1-3 y 3-0. Los dos primeros equipos de cada grupo y el mejor tercero se clasifican a la siguiente ronda. El primer criterio de desempate es el ratio/set y luego el ratio/puntos.
Los cuatro mejores equipos entre los eliminados de la fase grupos (de hecho el 2°,3°,4° y 5° entre los seis equipo que quedaron en tercera posición dicha fase) son repescados para el Challenge Round de la Copa CEV 2010-11.

|  | Equipos clasificados para los Playoff de la Liga de Campeones 2010-11. |
|  | Equipos repescados para el Challenge Round de la Copa CEV 2010-11.     |
|  | Equipos eliminados de la competición.                                  |

### Grupo A
| Pos. | Equipo           | Pt | G | P | SG | SP | Ratio | PG  | PP  | Ratio |
| ---- | ---------------- | -- | - | - | -- | -- | ----- | --- | --- | ----- |
| 1.   | VK Zenit Kazán   | 13 | 4 | 2 | 16 | 8  | 2.000 | 548 | 477 | 1.149 |
| 2.   | TSV Unterhaching | 11 | 3 | 3 | 13 | 10 | 1.300 | 513 | 496 | 1.034 |
| 3.   | VC CSKA Sofia    | 7  | 3 | 3 | 11 | 15 | 0.733 | 518 | 567 | 0.914 |
| 4.   | AS Cannes        | 5  | 2 | 4 | 9  | 16 | 0.563 | 527 | 566 | 0.931 |

|      | ZnK | Unt | CSKA | Can |
| ---- | --- | --- | ---- | --- |
| ZnK  | -   | 3-0 | 3-0  | 2-3 |
| Unt  | 2-3 | -   | 3-0  | 3-1 |
| CSKA | 3-2 | 3-2 | -    | 3-2 |
| Can  | 0-3 | 0-3 | 3-2  | -   |

### Grupo B
| Pos. | Equipo              | Pt | G | P | SG | SP | Ratio | PG  | PP  | Ratio |
| ---- | ------------------- | -- | - | - | -- | -- | ----- | --- | --- | ----- |
| 1.   | Noliko Maaseik      | 15 | 5 | 1 | 15 | 7  | 2.143 | 522 | 462 | 1.130 |
| 2.   | PV Cuneo            | 14 | 5 | 1 | 16 | 6  | 2.667 | 520 | 439 | 1.185 |
| 3.   | CAI Teruel          | 7  | 2 | 4 | 11 | 14 | 0.846 | 535 | 543 | 0.985 |
| 4.   | Radnicki Kragujevac | 0  | 0 | 6 | 2  | 18 | 0.111 | 365 | 498 | 0.733 |

|     | Maa | Cun | Ter | Kra |
| --- | --- | --- | --- | --- |
| Maa | -   | 3-1 | 3-1 | 3-0 |
| Cun | 3-0 | -   | 3-1 | 3-0 |
| Ter | 1-3 | 2-3 | -   | 3-0 |
| Kra | 1-3 | 0-3 | 1-3 | -   |

### Grupo C
| Pos. | Equipo             | Pt | G | P | SG | SP | Ratio | PG  | PP  | Ratio |
| ---- | ------------------ | -- | - | - | -- | -- | ----- | --- | --- | ----- |
| 1.   | Jastrzębski Węgiel | 11 | 3 | 3 | 14 | 9  | 1.556 | 541 | 509 | 1.063 |
| 2.   | ACH Bled           | 11 | 4 | 2 | 14 | 11 | 1.273 | 566 | 538 | 1.052 |
| 3.   | Rivijera Budva     | 9  | 4 | 2 | 12 | 12 | 1.000 | 517 | 530 | 0.975 |
| 4.   | Olympiacos Pireo   | 5  | 1 | 5 | 9  | 17 | 0.529 | 553 | 600 | 0.922 |

|     | Jas | ACH | RvB | Oly |
| --- | --- | --- | --- | --- |
| Jas | -   | 1-3 | 3-0 | 3-0 |
| ACH | 0-3 | -   | 3-0 | 3-2 |
| RvB | 3-2 | 3-2 | -   | 3-0 |
| Oly | 3-2 | 2-3 | 2-3 | -   |

### Grupo D
| Pos. | Equipo              | Pt | G | P | SG | SP | Ratio | PG  | PP  | Ratio |
| ---- | ------------------- | -- | - | - | -- | -- | ----- | --- | --- | ----- |
| 1.   | Skra Bełchatów      | 15 | 5 | 1 | 16 | 3  | 5.333 | 468 | 403 | 1.161 |
| 2.   | Trentino Volley     | 10 | 4 | 2 | 14 | 9  | 1.556 | 520 | 490 | 1.061 |
| 3.   | VfB Friedrichshafen | 9  | 3 | 3 | 11 | 12 | 0.917 | 504 | 491 | 0.722 |
| 4.   | Remat Zalau         | 6  | 0 | 6 | 1  | 18 | 0.056 | 365 | 473 | 0.722 |

|     | Bel | Trn | Fri | Zal |
| --- | --- | --- | --- | --- |
| Bel | -   | 3-0 | 3-0 | 3-0 |
| Trn | 3-1 | -   | 3-2 | 3-0 |
| Fri | 0-3 | 3-2 | -   | 3-1 |
| Zal | 0-3 | 0-3 | 0-3 | -   |

### Grupo E
| Pos. | Equipo              | Pt | G | P | SG | SP | Ratio | PG  | PP  | Ratio |
| ---- | ------------------- | -- | - | - | -- | -- | ----- | --- | --- | ----- |
| 1.   | Belogori'e Bélgorod | 13 | 4 | 2 | 14 | 8  | 1.750 | 512 | 491 | 1.043 |
| 2.   | Tours Volley-Ball   | 12 | 5 | 1 | 16 | 9  | 1.778 | 585 | 560 | 1.045 |
| 3.   | Sisley Treviso      | 7  | 2 | 4 | 11 | 15 | 0.733 | 587 | 604 | 0.972 |
| 4.   | Fenerbahçe Estambul | 4  | 1 | 5 | 7  | 16 | 0.438 | 522 | 551 | 0.947 |

|     | Bel | Tou | Trv | Fen |
| --- | --- | --- | --- | --- |
| Bel | -   | 2-3 | 3-1 | 3-0 |
| Tou | 3-0 | -   | 3-2 | 1-3 |
| Trv | 0-3 | 2-3 | -   | 3-1 |
| Fen | 1-3 | 0-3 | 2-3 | -   |

### Grupo F
| Pos. | Equipo               | Pt | G | P | SG | SP | Ratio | PG  | PP  | Ratio |
| ---- | -------------------- | -- | - | - | -- | -- | ----- | --- | --- | ----- |
| 1.   | VK Dinamo Moscú      | 14 | 5 | 1 | 16 | 7  | 2.286 | 545 | 506 | 1.077 |
| 2.   | Knack Roeselare      | 10 | 4 | 2 | 13 | 11 | 1.182 | 536 | 513 | 1.045 |
| 3.   | Hypo Tirol Innsbruck | 7  | 2 | 4 | 9  | 13 | 0.692 | 499 | 522 | 0.956 |
| 4.   | Panathinaikos        | 5  | 1 | 5 | 8  | 15 | 0.533 | 512 | 551 | 0.929 |

|     | DnM | Roe | Inn | Pan |
| --- | --- | --- | --- | --- |
| DnM | -   | 3-1 | 3-1 | 3-0 |
| Roe | 3-1 | -   | 3-2 | 3-2 |
| Inn | 0-3 | 0-3 | -   | 3-1 |
| Pan | 2-3 | 3-0 | 0-3 | -   |

## Fase de Playoffs

### Fórmula
La CEV elige el equipo organizador de la Final Four entre los trece calificados tras la fase de grupos; dicho equipo es automáticamente calificado para la semifinal de la Liga de Campeones. Los equipos restantes participan en la fase de playoff disputada en eliminatorias a doble partido: el equipo que gana ambos se clasifica para la siguiente ronda. En la eventualidad que ambos equipos se hayan llevado un partido, se disputará un set de desempate a los 15 puntos llamado golden set o set de oro. 
Equipo del mismo país y procedentes del mismo grupo no pueden enfrentarse en la ronda de Playoff 12 mientras que en la eventualidad que tres equipos del mismo país se clasifican para los Playoff 6 habrá que emparejar dos de ellas porqué no pueden estar más de dos equipos del mismo país en las semifinales de la Final Four.
El sorteo de la fase de playoff tuvo lugar el 14 de enero de 2011 en la sede de la CEV en Ciudad de Luxemburgo y la organización de la Final Four fue entregada a los italianos del Trentino Volley que de esa forma aceden directamente a las semifinales.

### Cuadro
|  | Playoff 12               | Playoff 12            | Playoff 12           |   |  | Playoff 6                | Playoff 6           | Playoff 6           |
|  | 1/3 - 8/9 de febrero     | 1/3 - 8/9 de febrero  | 1/3 - 8/9 de febrero |   |  | 1/3 - 8/10 de marzo      | 1/3 - 8/10 de marzo | 1/3 - 8/10 de marzo |
|  |                          |                       |                      |   |  |                          |                     |                     |
|  | PV Cuneo                 | 3                     | 3                    |   |  |                          |                     |                     |
|  | Belogori'e Bélgorod      | 0                     | 1                    |   |  |                          |                     |                     |
|  |                          |                       |                      |   |  | PV Cuneo                 | 1                   | 3                   |
|  |                          | VK Dinamo Moscú (sdo) | 3                    | 1 |  |                          |                     |                     |
|  | Tours Volley-Ball        | 3                     | 1                    |   |  |                          |                     |                     |
|  | VK Dinamo Moscú (sdo)    | 2                     | 3                    |   |  |                          |                     |                     |
|  |                          |                       |                      |   |  |                          |                     |                     |
|  | Knack Roeselare          | 3                     | 0                    |   |  |                          |                     |                     |
|  | Skra Bełchatów (sdo)     | 1                     | 3                    |   |  |                          |                     |                     |
|  |                          |                       |                      |   |  | Skra Bełchatów           | 3                   | 1                   |
|  |                          | VK Zenit Kazán (sdo)  | 2                    | 3 |  |                          |                     |                     |
|  | ACH Bled                 | 0                     | 0                    |   |  |                          |                     |                     |
|  | VK Zenit Kazán           | 3                     | 3                    |   |  |                          |                     |                     |
|  |                          |                       |                      |   |  |                          |                     |                     |
|  | TSV Unterhaching         | 3                     | 1                    |   |  |                          |                     |                     |
|  | Jastrzębski Węgiel (sdo) | 1                     | 3                    |   |  |                          |                     |                     |
|  |                          |                       |                      |   |  | Jastrzębski Węgiel (sdo) | 3                   | 0                   |
|  |                          | Noliko Maaseik        | 2                    | 3 |  |                          |                     |                     |
|  | Rivijera Budva           | 1                     | 1                    |   |  |                          |                     |                     |
|  | Noliko Maaseik           | 3                     | 3                    |   |  |                          |                     |                     |

| Ida                                                              | Vuelta                                                                |
| ---------------------------------------------------------------- | --------------------------------------------------------------------- |
| PV Cuneo - Bélgorod 3-0 (25-23, 25-16, 25-20)                    | Bélgorod - PV Cuneo 1-3 (25-21, 13-25, 21-25, 18-25)                  |
| Tours VB - Dinamo Moscú 3-2 (20-25, 18-25, 25-19, 25-23, 15-6)   | Dinamo Moscú - Tours VB 3-0 (25-21, 25-23, 18-25, 25-22; sdo 15-11)   |
| Roeselare - Belchatow 3-1 (26-24, 23-25, 25-23, 25-21)           | Belchatow - Roeselare 3-0 (25-21, 25-17, 25-15; sdo 15-12)            |
| ACH Bled - Zenit Kazán 0-3 (21-25, 18-25, 16-25)                 | Zenit Kazán - ACH Bled 3-0 (25-17, 25-22, 25-18)                      |
| Unterhaching - Jastrzębski 3-1 (25-22, 25-20, 20-25, 25-19)      | Jastrzębski - Unterhaching 3-1 (25-21, 25-22, 22-25, 25-19; sdo 15-9) |
| Rivijera Budva - Nollko Maaseik 1-3 (29-27, 21-25, 22-25, 20-25) | Noriko Maaseik-Rivijera Budva 3-1 (25-18, 23-25, 25-17, 28-26)        |

| Ida                                                                | Vuelta                                                               |
| ------------------------------------------------------------------ | -------------------------------------------------------------------- |
| PV Cuneo - Dinamo Moscú 1-3 (25-21, 22-25, 22-25, 22-25)           | Dinamo Moscú - PV Cuneo 1-3 (22-25, 25-23, 17-25, 17-25; sdo 15-11)  |
| Belchatow - Zenit Kazán 2-3 (25-17, 27-29, 25-21, 17-25, 8-15)     | Zenit Kazán - Belchatow 1- 3 (22-25, 25-17, 23-25, 19-25; sdo 15-11) |
| Jastrzębski- Noliko Maaseik 3-2 (17-25, 25-19, 19-25, 25-23, 15-7) | Noliko Maaseik - Jastrzębski 3-0 (25-12, 25-16, 25-23; sdo 15-17)    |

## Final Four

### Fórmula
En la final Four se disputan a partido único las dos semifinales y las finales por el título y por el 3/4 puesto. En la eventualidad de que dos equipos del mismo país llegan a la semifinal se enfrentarán entre sí.  
La Final Four fue organizada entre el 26 y el 27 de marzo en la ciudad de Bolzano en el PalaOnda, pabellón deportivo que puede ospitar más de 7.000 espectadores y el Trentino Volley se coronó campeón por segunda vez en seguida derrotando por 3-1 el VK Zenit Kazán.

### Cuadro
|  | Semifinales        | Semifinales    |   |                 | Final              | Final |  |
|  |                    |                |   |                 |                    |       |  |
|  |                    |                |   |                 |                    |       |  |
|  |                    |                |   |                 |                    |       |  |
|  | Trentino Volley    | 3              |   |                 |                    |       |  |
|  | Jastrzębski Węgiel | 0              |   |                 |                    |       |  |
|  |                    |                |   |                 |                    |       |  |
|  |                    |                |   |                 |                    |       |  |
|  |                    |                |   |                 | Trentino Volley    | 3     |  |
|  |                    | VK Zenit Kazán | 1 |                 |                    |       |  |
|  |                    |                |   |                 |                    |       |  |
|  |                    |                |   |                 |                    |       |  |
|  |                    |                |   |                 | Tercer lugar       |       |  |
|  |                    |                |   |                 |                    |       |  |
|  | VK Zenit Kazán     | 3              |   | VK Dinamo Moscú | 3                  |       |  |
|  | VK Dinamo Moscú    | 0              |   |                 | Jastrzębski Węgiel | 1     |  |

| Fecha       | Partido                      | Resultado                 |
| ----------- | ---------------------------- | ------------------------- |
| 26 de marzo | Trentino Volley -Jastrzębski | 3-0 (25-16, 27-25, 25-22) |
| 26 de marzo | Zenit Kazán - Dinamo Moscú   | 3-0 (26-24, 25-20, 25-21) |

| Fecha       | Partido                    | Resultado                        |
| ----------- | -------------------------- | -------------------------------- |
| 27 de marzo | Jastrzębski - Dinamo Moscú | 1-3 (25-23, 22-25, 16-25, 21-25) |

| Fecha       | Partido                       | Resultado                        |
| ----------- | ----------------------------- | -------------------------------- |
| 27 de marzo | Trentino Volley - Zenit Kazán | 3-1 (25-17, 20-25, 25-23, 25-20) |

### Campeón
| Campeón de la Liga de Campeones de 2010-11 |
| ------------------------------------------ |
| Trentino Volley 3º Título                  |